# Nyikolaj Anatoljevics Kovaljov
Nyikolaj Anatoljevics Kovaljov (oroszul: Николай Анатольевич Ковалёв; Orenburg, 1986. október 28. –) csapatban négyszeres világbajnok orosz kardvívó.

## Sportpályafutása
Első nagyobb nemzetközi eredményét Torinóban szerezte a 2006-os vívó-világbajnokságon, ahol a magyarok ellen az orosz kardcsapattal bronzérmet nyert. Az orosz kardcsapat tagjaként részese a nagy menetelésnek, hiszen sorra nyerték a 2010-ben Párizsban, 2011-ben Cataniában, 2012-ben Legnanóban és 2013-ban Budapesten rendezett világbajnokságokat.
Egyéniben a 2012. évi nyári olimpiai játékokon férfi kardvívásban bronzérmes lett. Itt az elődöntőt a későbbi olimpiai bajnok Szilágyi Áron ellen 15–7-re elveszítette. A Budapesten rendezett 2013-as vívó-világbajnokságon ezüstérmet szerzett. A döntőben honfitársa Venyiamin Resetnyikov bizonyult jobbnak nála.